# Kronskogen-Stenby äng
Kronskogen-Stenby äng är ett naturreservat i Eskilstuna kommun i Södermanlands län. Området ligger omedelbart väster om Eskilstuna tätort, direkt söder om Parken Zoo. Här finns en funktionsanpassad slinga med anpassade parkeringsplatser.

## Naturreservatet
Kronskogen-Stenby äng är klassat som naturreservat för att kunna skydda floran samt bevara möjligheten till rekreation i området. Den ursprungliga delen Stenby äng är ett natura 2000-område.
Eskilstuna kommun anser området vara ett av de viktigaste naturreservaten i Eskilstuna, detta på grund av sitt centrala läge. Här finns skogsmiljö med många arter blandat med odlingslandskap. I mitten av naturreservatet finns området Stenby äng känt för sina stora ekar, varav några sannolikt är 200 år eller äldre. Här finns gamla husgrunder, rösen och fornminnen. I området finns betesmarker för nöt och får. Stenby fornborg ligger i områdets nordvästra spets.
I reservatet finns motionsspår på 2,5 km (2 540 meter) och 5 km (5 300 meter), markerade med röd respektive gul markering. Det kortare spåret är ett elljusspår, belyst fram till klockan 22 på kvällar. I området finns även iordninggjorda grillplatser. Förutom motionsspåret finns även en mängd andra stigar och mindre vägar. Närheten till Parken Zoo gör att man i reservatets norra del kan höra rytande kattdjur.

## Omfattning
Området begränsas i öster och söder av Eskilstunas bostadsbebyggelse. Norra gränsen går mot Parken Zoo och västra gränsen är länsväg 230.
Planer på att göra området till naturreservat har funnit sedan 1970-talet. Naturreservatet beslutades år 2000, då omfattande enbart Stenby äng. År 2005 utökades området till att även omfatta Kronskogen och då blev området 125 hektar stort. År 2013 utökades det ytterligare till att omfatta närmare 143 hektar.
I områdets nordvästra del ligger sedan 1976 en 4H-gård som bedriver verksamhet i naturreservatet.

## Bilder

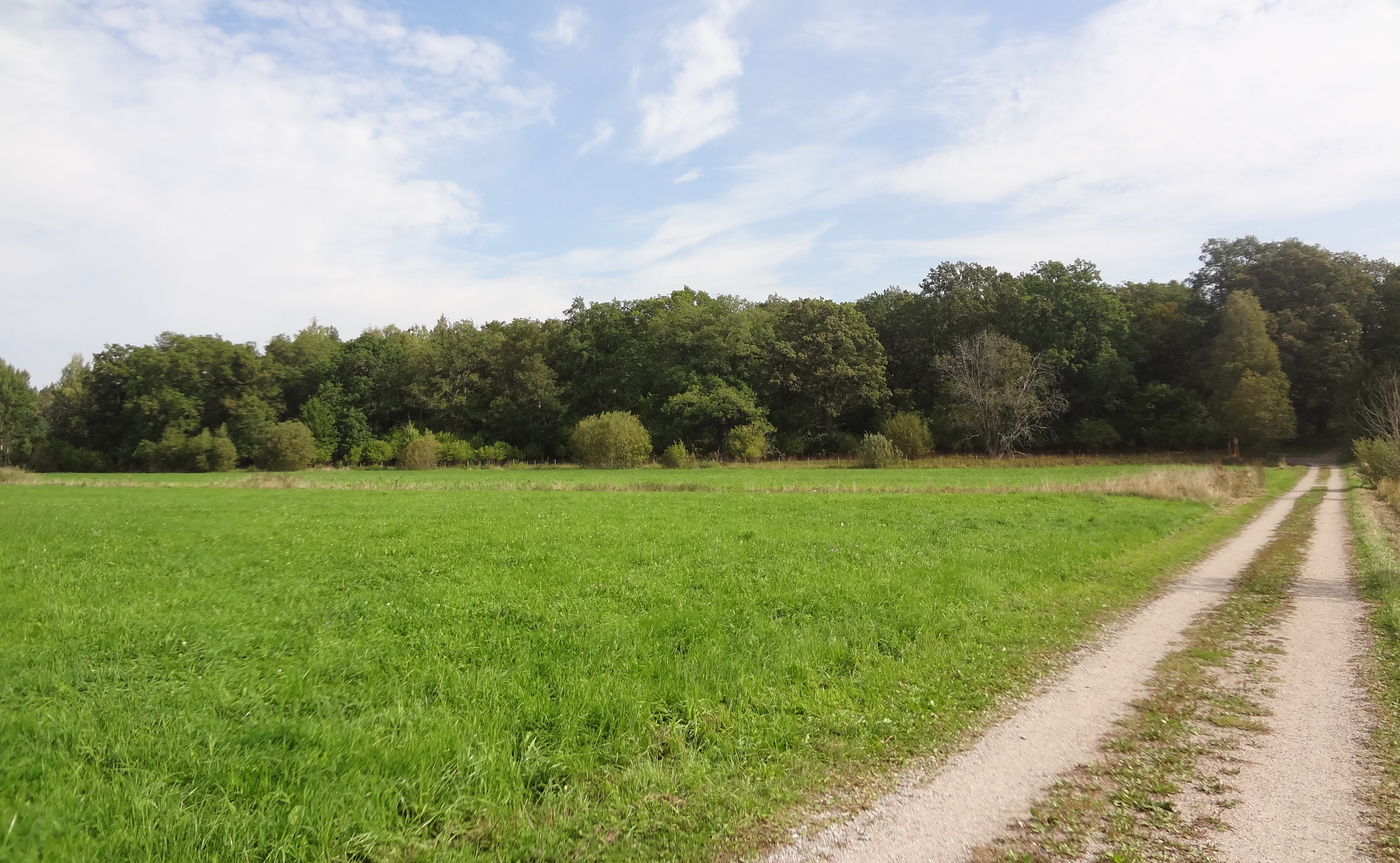
Ängsmark i västra delen.
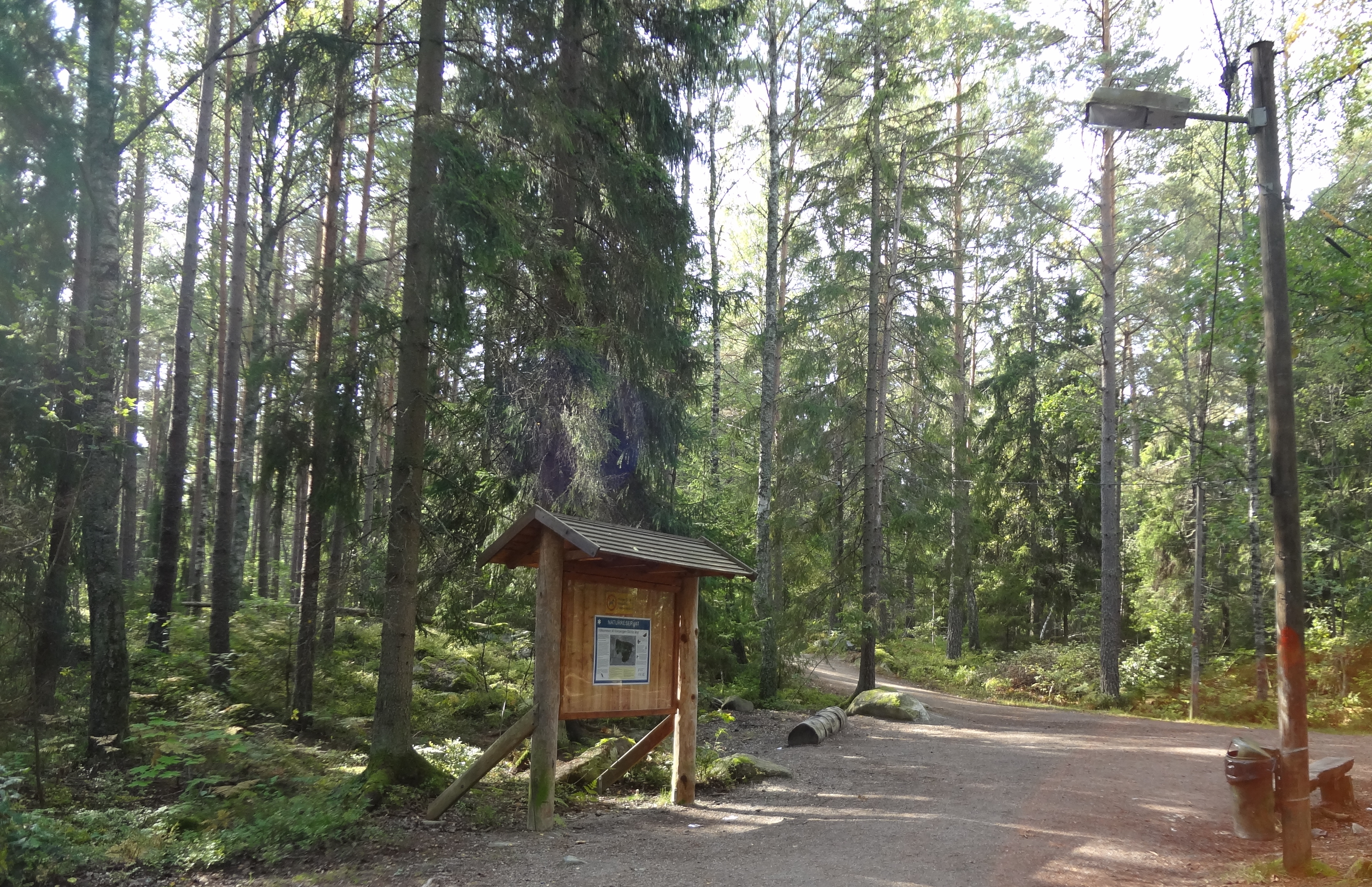
Informationskarta i östra delen.
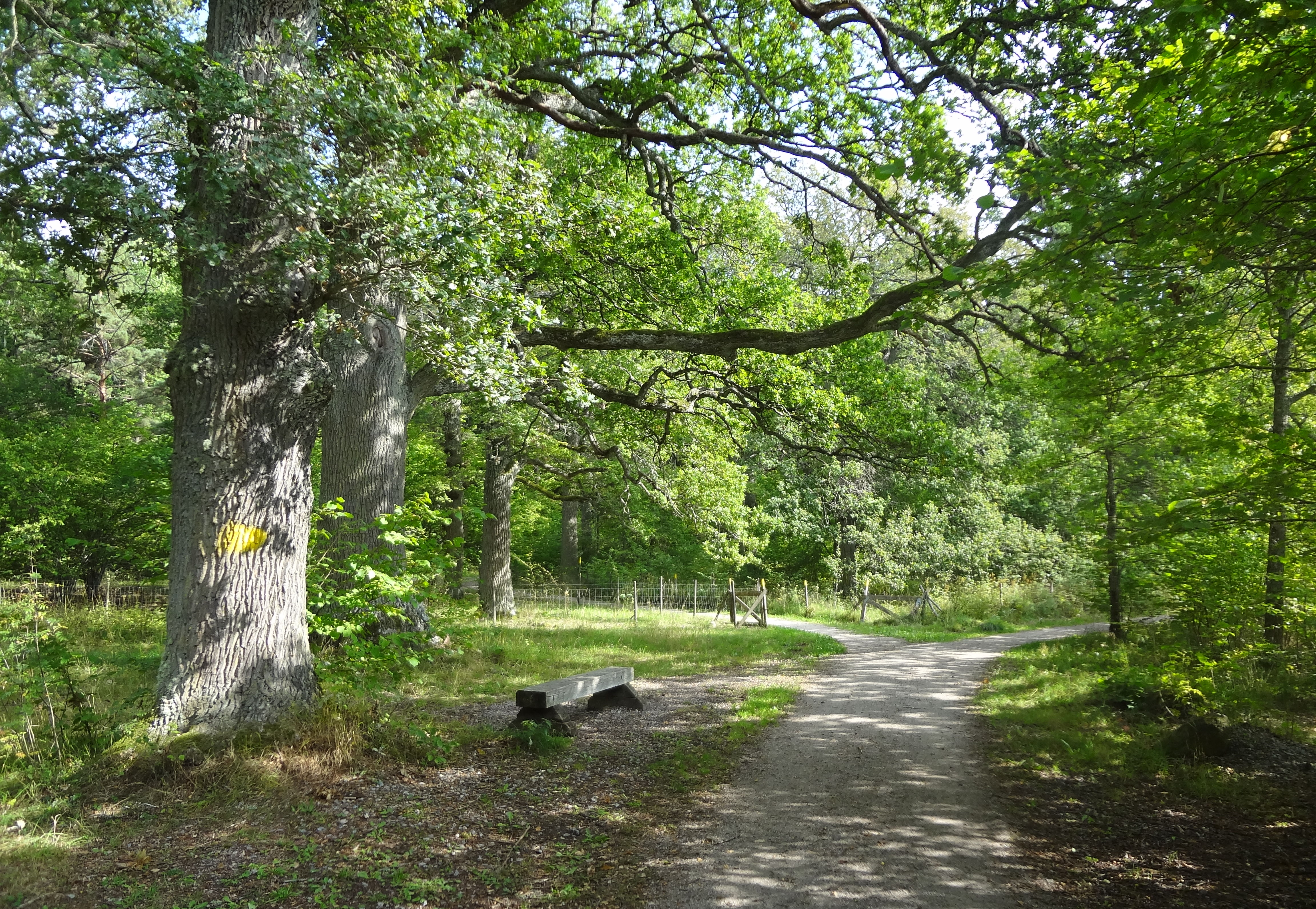
Ekträd vid hagar.
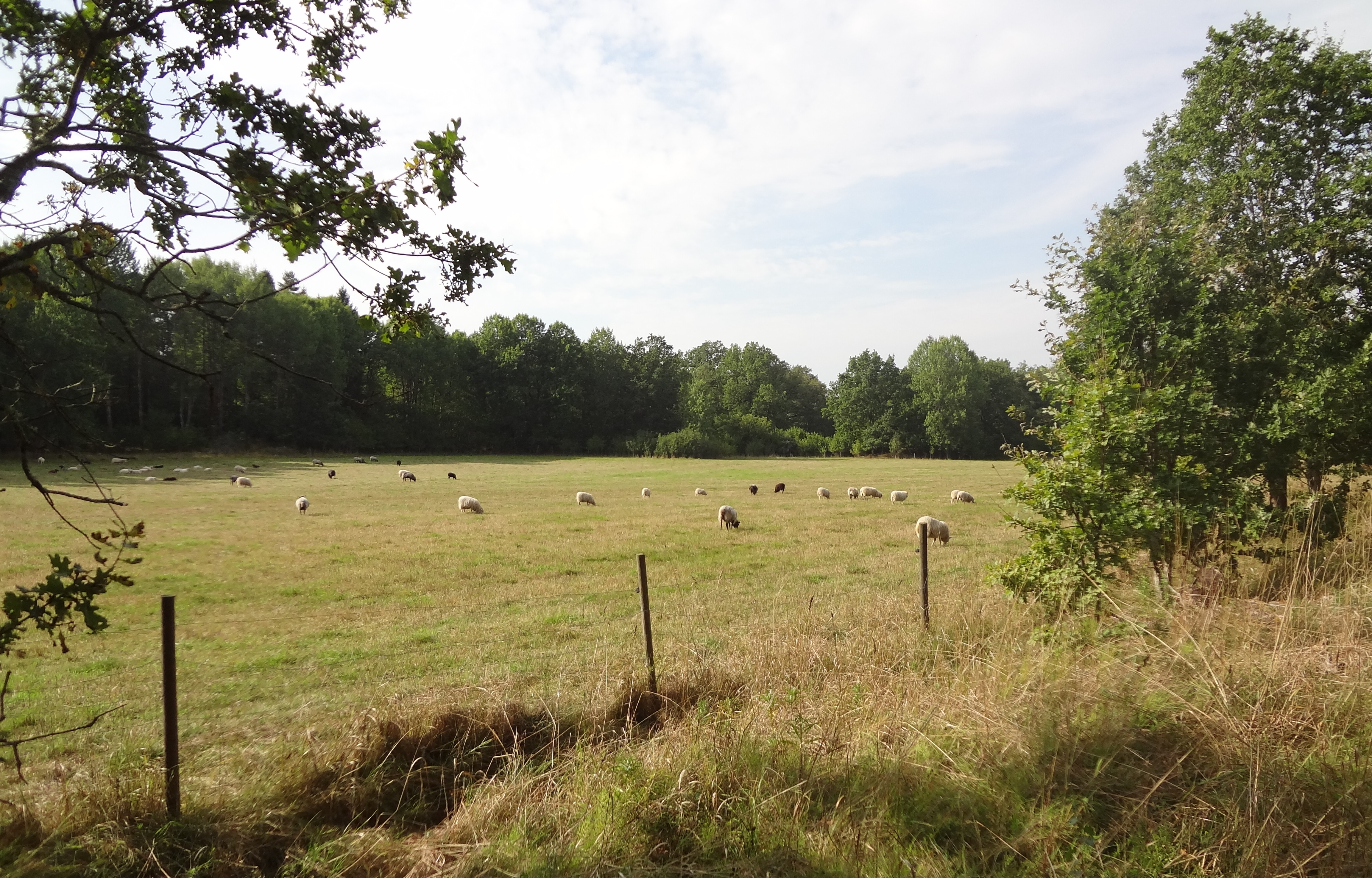
Fårhage.
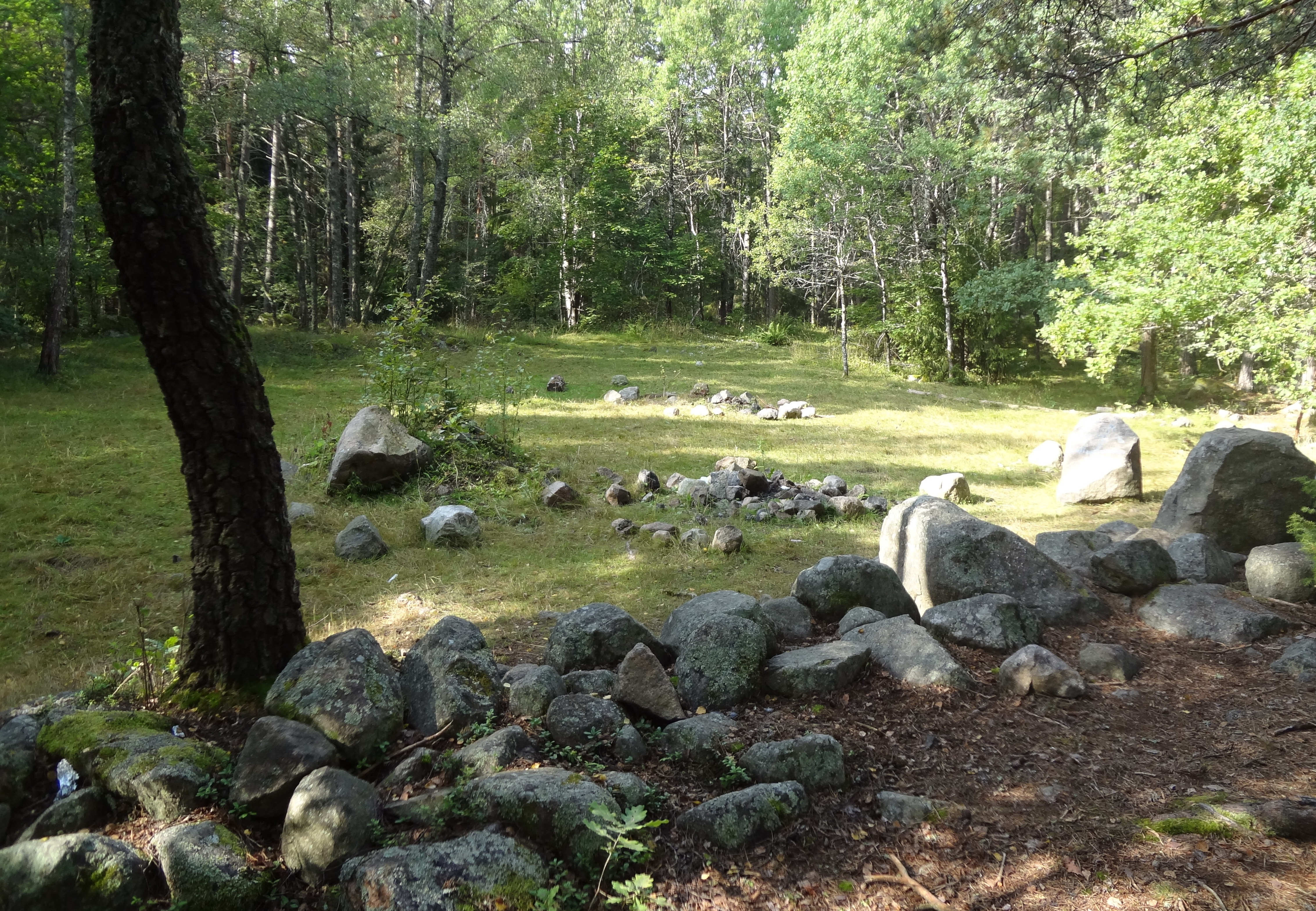
Grillplatser.
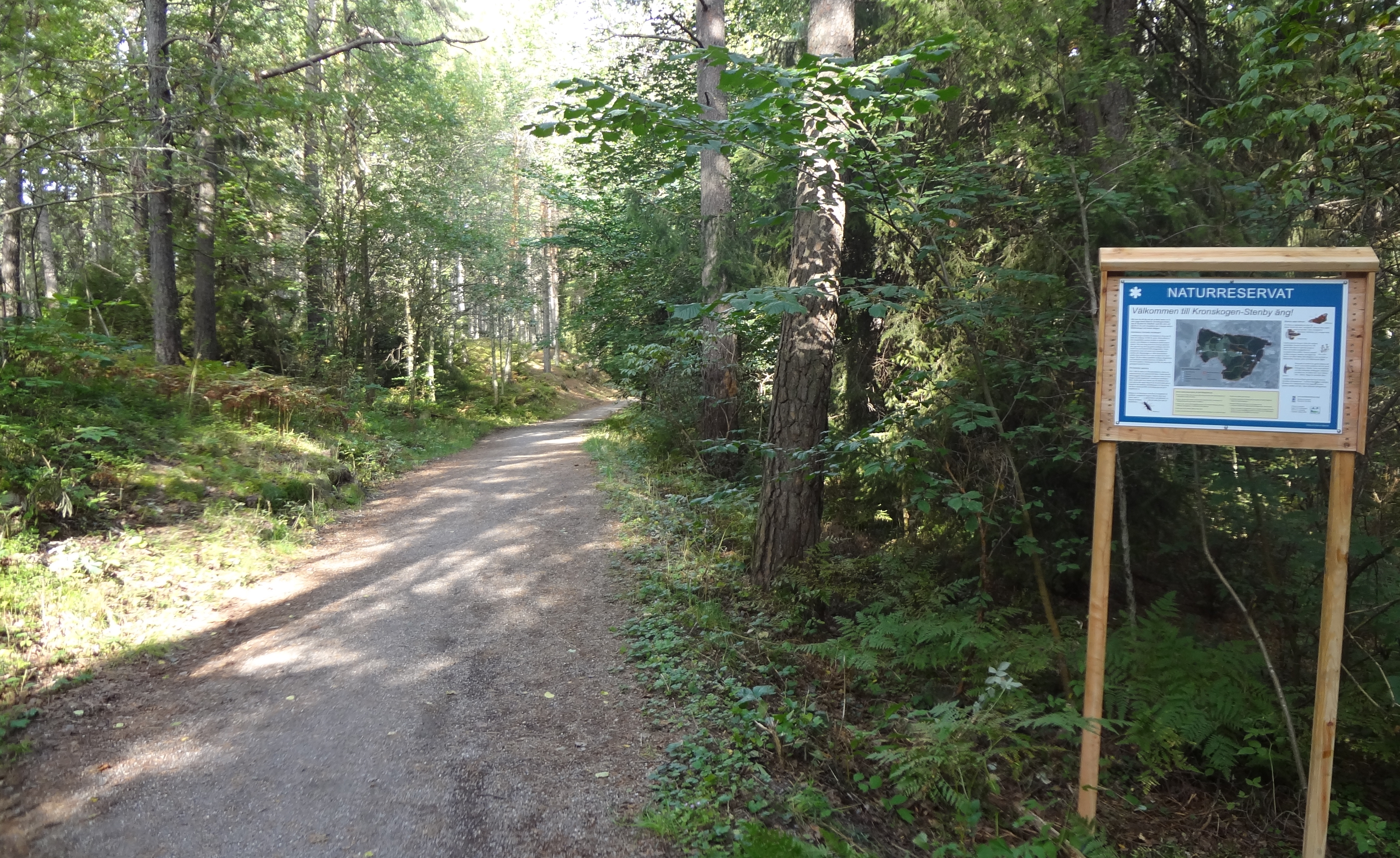
Ingång till området från öster.
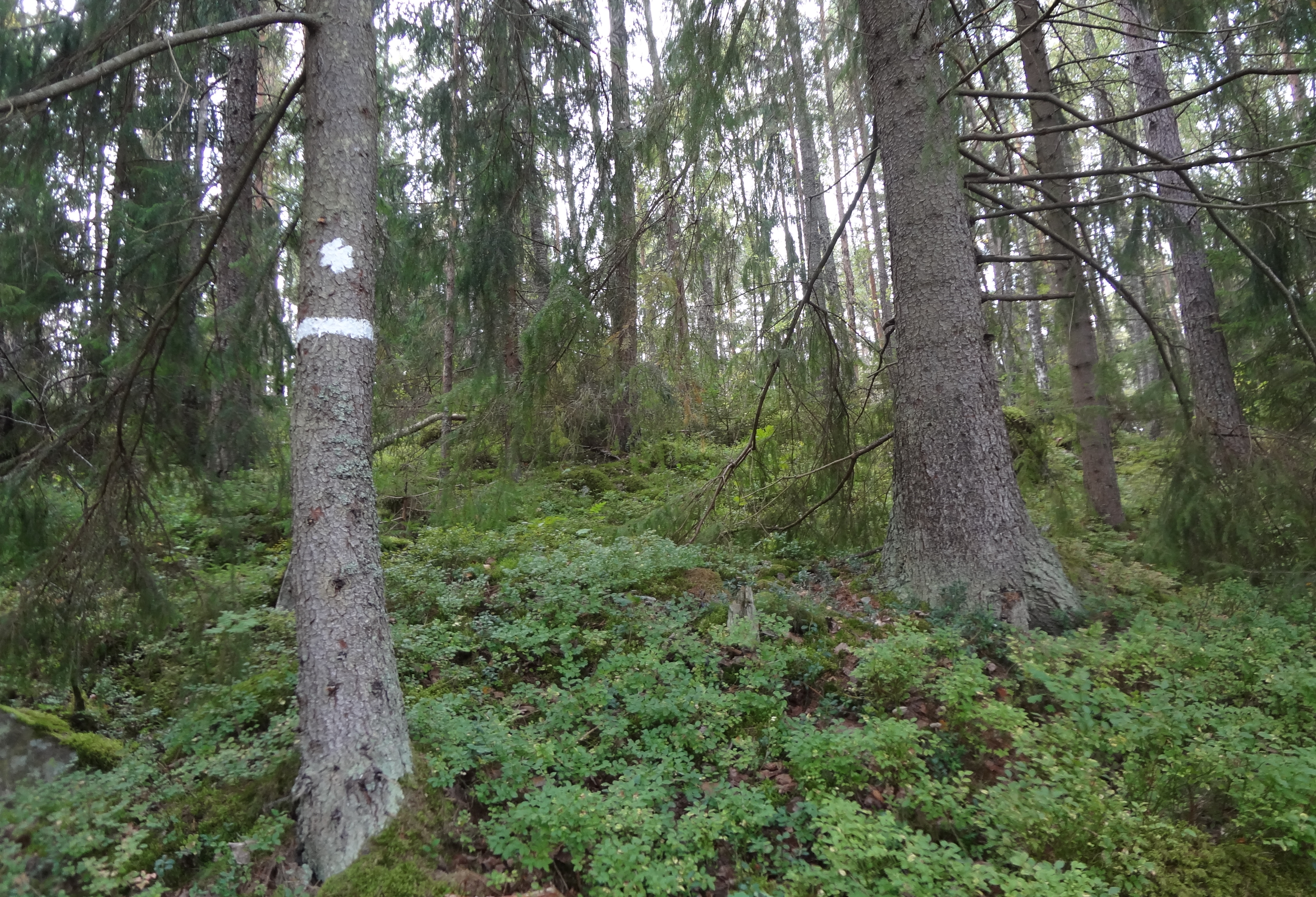
Märkning för naturreservat.
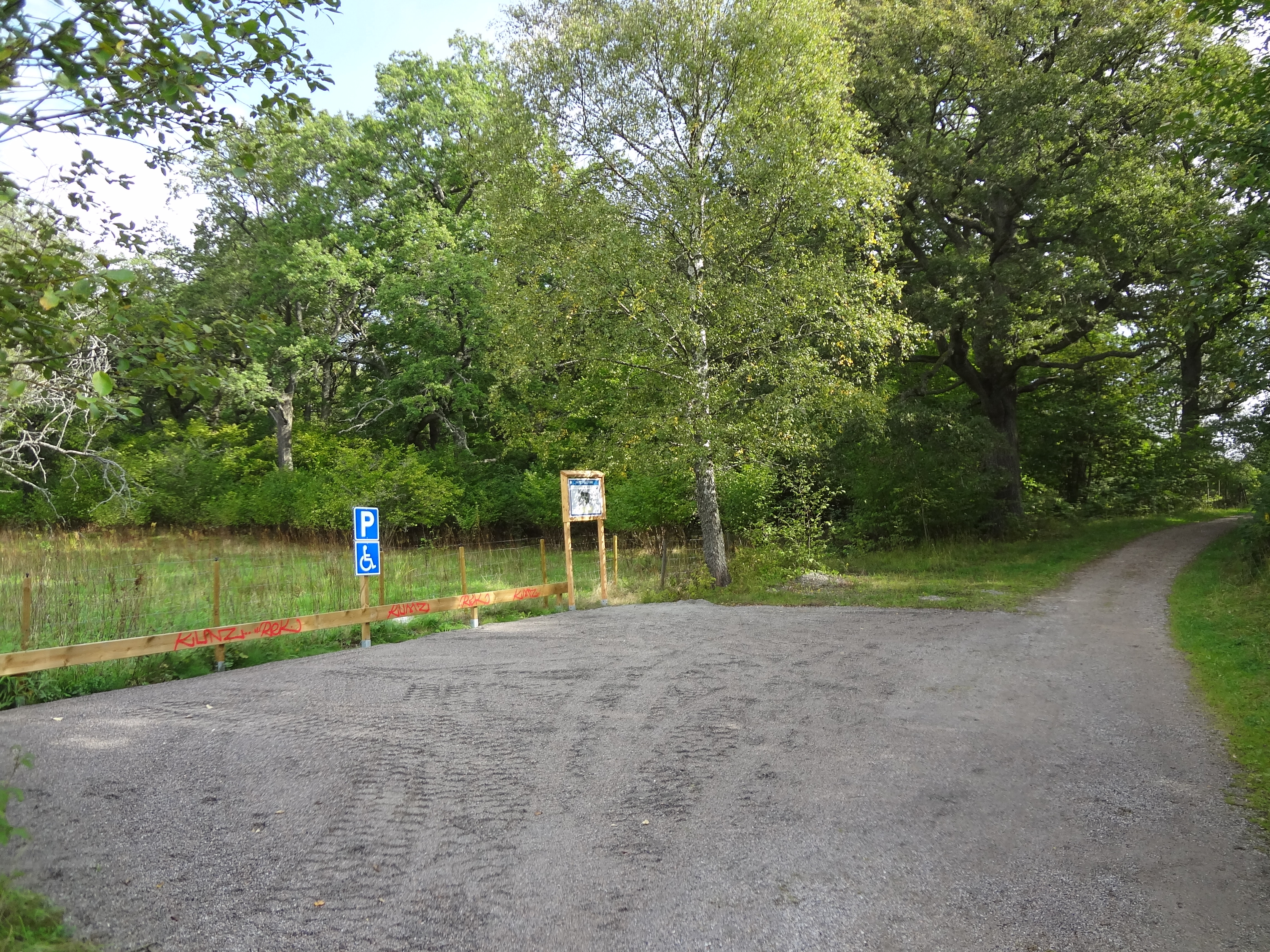
Parkering.
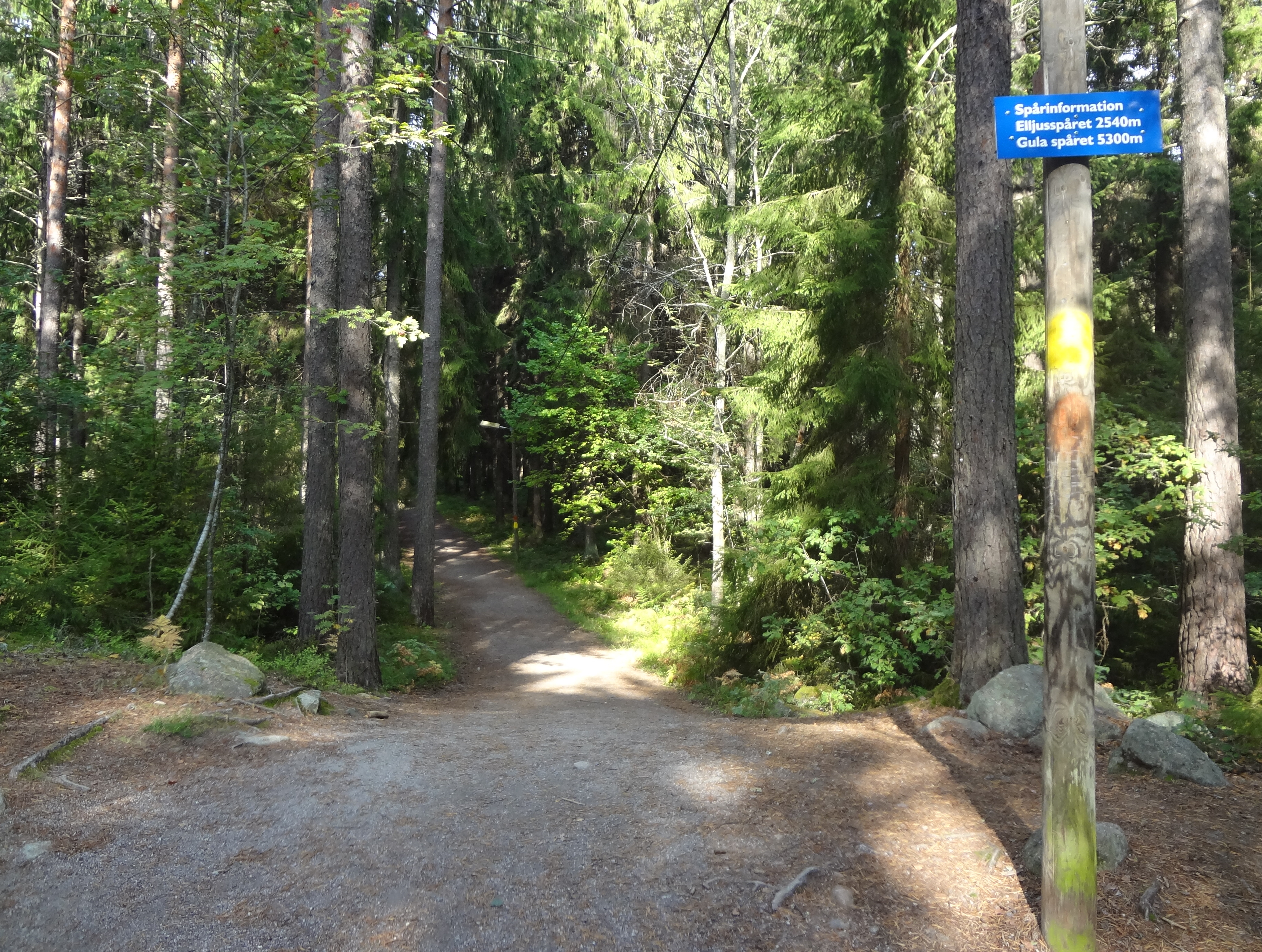
Start för motionsspår.
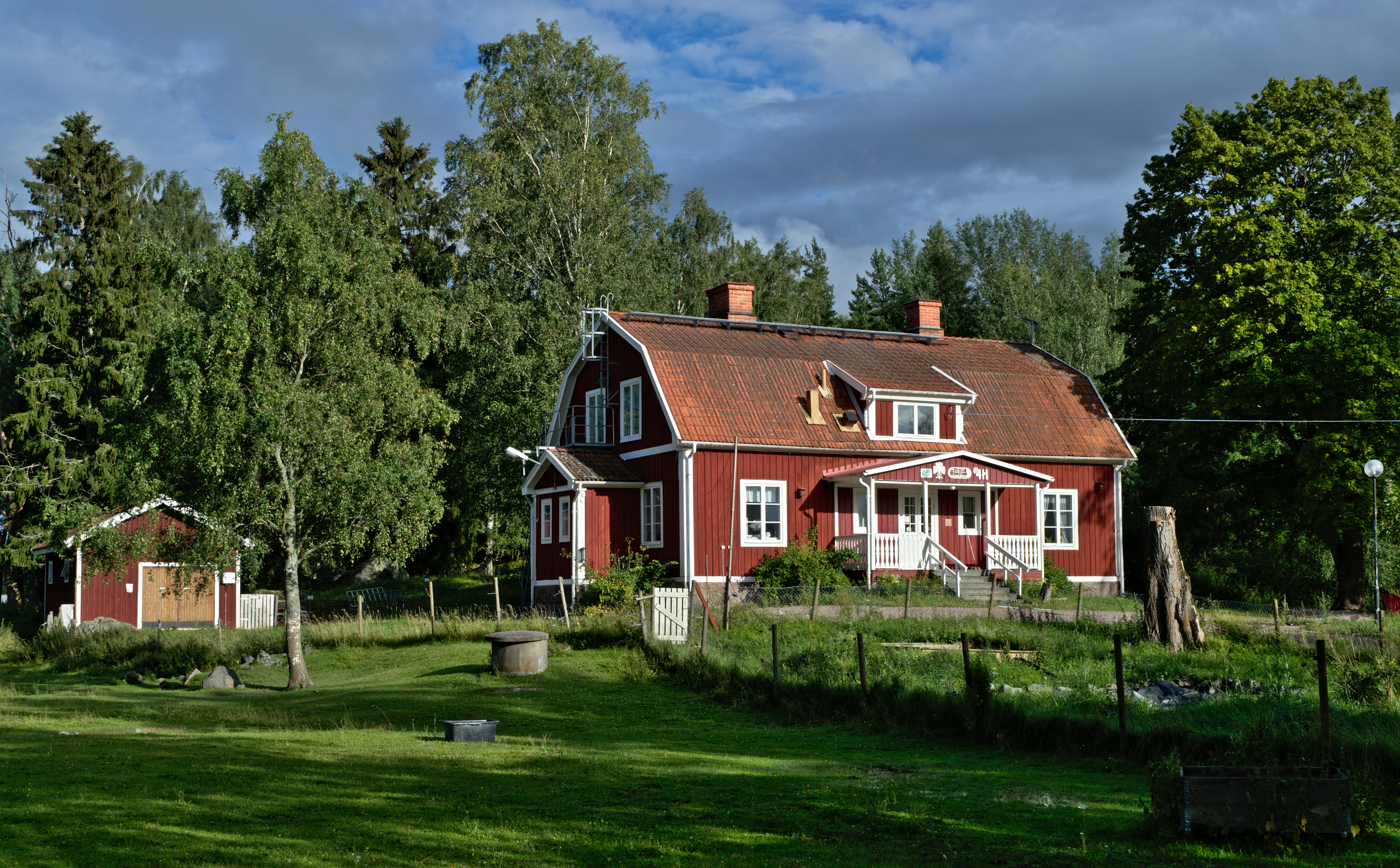
Stenby gård, 4H-gård.